# Callicephalus nitens
Callicephalus es un género monotípico de plantas con flores de la familia de las asteráceas. Incluye una sola especie: Callicephalus nitens C.A.Mey.. Es originaria del Asia, donde es originaria de las montañas medias y bajas del Cáucaso, distribuyéndose en Armenia, Azerbaiyán, Georgia, Rusia y Turquía.
El género se considera parte del grupo Rhaponticum en la tribu Cynareae, pero de acuerdo a los análisis moleculares, no tiene parientes cercanos. Su aislamiento en la filogenia de la tribu sugiere que es un taxón relicto, una de las muchas plantas relictas que crecen en el Cáucaso.

## Taxonomía
Callicephalus nitens fue descrita por (M.Bieb.) C.A.Mey.  y publicado en Verz. Pfl. Casp. Meer. (C.A. von Meyer). 66 (1831).
Sinonimia
- Centaurea nitens M.Bieb. ex Willd.
- Centaurea ramosissima Tausch
- Centaurea setifera Lag.[6]